# Kootenay Lake Park
Kootenay Lake Park är en park i Kanada.   Den ligger i provinsen British Columbia, i den södra delen av landet, 3 100 km väster om huvudstaden Ottawa. Kootenay Lake Park ligger 720 meter över havet. Den ligger vid sjön Kootenay Lake.
Terrängen runt Kootenay Lake Park är bergig åt nordväst, men åt sydost är den kuperad. Runt Kootenay Lake Park är det mycket glesbefolkat, med 2 invånare per kvadratkilometer.. Närmaste större samhälle är Balfour, 9,4 km söder om Kootenay Lake Park. 